# New Energy Tour
El New Energy Tour, en sus inicios llamada World Ports Classic, fue una carrera ciclista profesional de un día, anteriormente lo era por etapas, registrada en los Países Bajos o Bélgica. Hasta 2015 hacía el recorrido de Róterdam-Amberes (Bélgica)-Róterdam en dos etapas llanas, a finales del mes de agosto o principios de septiembre.

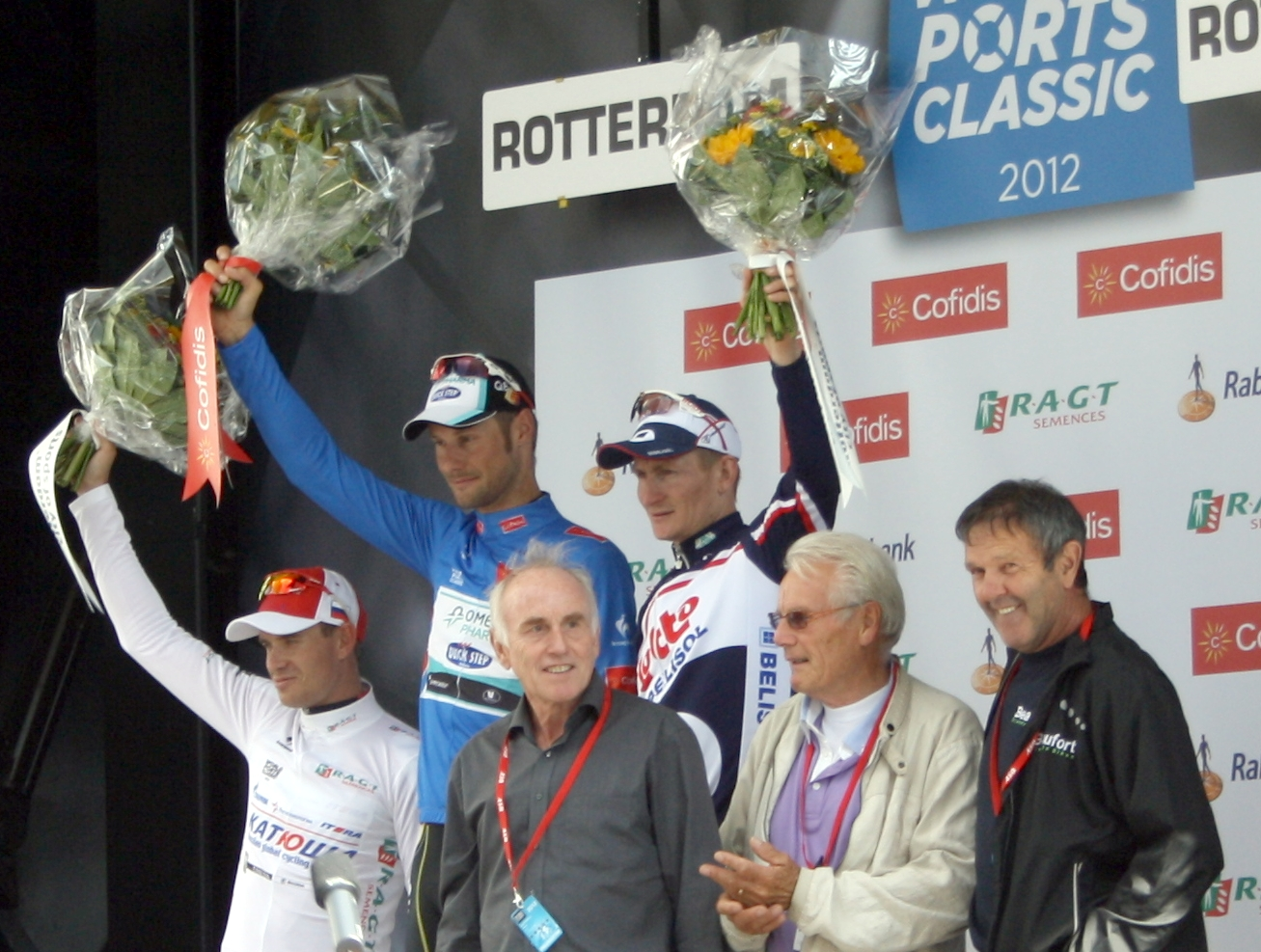
Pódium de la edición 2012.

Tuvo su origen en la salida del Tour de Francia 2010 en la que tras el éxito cosechado en las etapas neerlandesas y belgas los organizadores del Tour de Francia, ASO, estudiaron crear una carrera propia por las principales ciudades de esos países. Finalmente dicho proyecto vio la luz en el año 2012 con una carrera de dos días entre el 31 de agosto y el 1 de septiembre con salida y llegada en los principales puertos de esos países: Róterdam y Amberes; formando parte del UCI Europe Tour, dentro de la categoría 2.1. Con el cambio de nombre en 2017 cambió a la categoría 1.1.

## Palmarés
| Año                 | Ganador        | Segundo           | Tercero            |
| World Ports Classic |                |                   |                    |
| ------------------- | -------------- | ----------------- | ------------------ |
| 2012                | Tom Boonen     | André Greipel     | Alexander Kristoff |
| 2013                | Nikolas Maes   | Jonathan Cantwell | Reinier Honig      |
| 2014                | Theo Bos       | Ramon Sinkeldam   | Alexander Porsev   |
| 2015                | Kris Boeckmans | Danilo Napolitano | Yauheni Hutarovich |
| 2016                | No se disputó  | No se disputó     | No se disputó      |
| New Energy Tour     |                |                   |                    |
| 2017                | Cancelada      | Cancelada         | Cancelada          |

## Palmarés por países
| País         | Victorias |
| ------------ | --------- |
| Bélgica      | 3         |
| Países Bajos | 1         |